# Roncus dragobete
Roncus dragobete är en spindeldjursart som beskrevs av Curcic, Poinar och Serban M. Sarbu 1993. Roncus dragobete ingår i släktet Roncus och familjen helplåtklokrypare. Inga underarter finns listade i Catalogue of Life.